# Oeuvre van Frédéric Chopin
Hieronder volgt een lijst van alle werken van Frédéric Chopin, gerangschikt op zowel opusnummer als chronologische volgorde. Aan het eind volgt een lijst van enkele recent ontdekte werken.

## Werken op opusnummer
| Opus  | Genre, titel                                                            | Toonaard  | Jaar      | Bijzonderheden           |
| ----- | ----------------------------------------------------------------------- | --------- | --------- | ------------------------ |
| 1     | Rondo                                                                   | c klein   | 1825      |                          |
| 2     | Variaties op La ci darem la mano uit de opera Don Giovanni van Mozart   | Bes groot | 1827      |                          |
| 3     | Introductie en Polonaise brillante voor cello en piano                  | C groot   | 1829      |                          |
| 4     | Pianosonate nr. 1                                                       | c klein   | 1828      |                          |
| 5     | Rondo à la Mazur                                                        | F groot   | 1826      |                          |
| 6-1   | Mazurka                                                                 | fis klein | 1830      |                          |
| 6-2   | Mazurka                                                                 | cis klein | 1830      |                          |
| 6-3   | Mazurka                                                                 | E groot   | 1830      |                          |
| 6-4   | Mazurka                                                                 | es klein  | 1830      |                          |
| 7-1   | Mazurka                                                                 | Bes groot | 1830-1831 |                          |
| 7-2   | Mazurka                                                                 | a klein   | 1830-1831 |                          |
| 7-3   | Mazurka                                                                 | f klein   | 1830-1831 |                          |
| 7-4   | Mazurka                                                                 | As groot  | 1830-1831 |                          |
| 7-5   | Mazurka                                                                 | C groot   | 1830-1831 |                          |
| 8     | Trio voor Viool, Cello en Piano                                         | g klein   | 1829      |                          |
| 9-1   | Nocturnes                                                               | bes klein | 1830-1831 |                          |
| 9-2   | Nocturnes                                                               | Es groot  | 1830-1831 |                          |
| 9-3   | Nocturnes                                                               | B groot   | 1830-1831 |                          |
| 10    | 12 Études à son ami Franz Liszt                                         |           | 1829-1832 |                          |
| 10-1  | waterval                                                                | C groot   | 1830      |                          |
| 10-2  | chromatische                                                            | a klein   | 1830      |                          |
| 10-3  | treurigheid                                                             | E groot   | 1832      |                          |
| 10-4  | bergstroom                                                              | cis klein | 1832      |                          |
| 10-5  | zwarte toetsen                                                          | Ges groot | 1830      |                          |
| 10-6  |                                                                         | es klein  | 1830      |                          |
| 10-7  | toccata                                                                 | C groot   | 1832      |                          |
| 10-8  | zonneschijn                                                             | F groot   | 1829      |                          |
| 10-9  |                                                                         | f klein   | 1829      |                          |
| 10-10 |                                                                         | As groot  | 1829      |                          |
| 10-11 | arpeggio                                                                | Es groot  | 1829      |                          |
| 10-12 | revolutie                                                               | c klein   | 1831      |                          |
| 11    | Concert voor piano en orkest                                            | e klein   | 1830      |                          |
| 12    | Variations brillantes over Je vends des Scapulaires uit Hérolds Ludóvic | Bes groot | 1833      |                          |
| 13    | Phantasie sur Airs de Pologne                                           | A groot   | 1828      |                          |
| 14    | Rondo à la Krakowiak                                                    | F groot   | 1828      |                          |
| 15-1  | Nocturne Les zéphyrs                                                    | F groot   | 1830-1831 |                          |
| 15-2  | Nocturne Les zéphyrs                                                    | Fis groot | 1830-1831 |                          |
| 15-3  | Nocturne Les zéphyrs                                                    | g klein   | 1833      |                          |
| 16    | Rondo                                                                   | Es groot  | 1832      |                          |
| 17-1  | Mazurka                                                                 | Bes groot | 1832-1833 |                          |
| 17-2  | Mazurka                                                                 | e klein   | 1832-1833 |                          |
| 17-3  | Mazurka                                                                 | As groot  | 1832-1833 |                          |
| 17-4  | Mazurka                                                                 | a klein   | 1832-1833 |                          |
| 18    | Grande valse brillante                                                  | Es groot  | 1831      |                          |
| 19    | Bolero                                                                  | a klein   | 1833      |                          |
| 20    | Scherzo                                                                 | b klein   | 1831      |                          |
| 21    | Concert voor piano en orkest                                            | f klein   | 1829-1830 |                          |
| 22    | Andante spianato                                                        | Es groot  | 1834      |                          |
| 22    | Grande Polonaise brillante                                              | Es groot  | 1834      | georkestreerd in 1830-31 |
| 23    | Ballade                                                                 | g klein   | 1831-1835 |                          |
| 24-1  | Mazurka                                                                 | g klein   | 1834-1835 |                          |
| 24-2  | Mazurka                                                                 | C groot   | 1834-1835 |                          |
| 24-3  | Mazurka                                                                 | As groot  | 1834-1835 |                          |
| 24-4  | Mazurka                                                                 | bes klein | 1834-1835 |                          |
| 25    | 12 Études à son amie Mme la Comtesse d'Agoult                           |           |           |                          |
| 25-1  | aeolische                                                               | As groot  | 1836      |                          |
| 25-2  | de bijen                                                                | f klein   | 1836      |                          |
| 25-3  | de paardenman                                                           | F groot   | 1836      |                          |
| 25-4  |                                                                         | a klein   | 1832-1834 |                          |
| 25-5  | verkeerde noot                                                          | e klein   | 1832-1834 |                          |
| 25-6  | tertsen                                                                 | gis klein | 1832-1834 |                          |
| 25-7  | cello                                                                   | cis klein | 1836      |                          |
| 25-8  | sexten                                                                  | Des groot | 1832-1834 |                          |
| 25-9  | de vlinder                                                              | Ges groot | 1832-1834 |                          |
| 25-10 | octaven                                                                 | b klein   | 1832-1834 |                          |
| 25-11 | winterse wind of kleine revolutie                                       | a klein   | 1834      |                          |
| 25-12 | oceaan                                                                  | c klein   | 1836      |                          |
| 26-1  | Polonaise                                                               | cis klein | 1834-1835 |                          |
| 26-2  | Polonaise Siberian Revolt                                               | es klein  | 1834-1835 |                          |
| 27-1  | Nocturne Les plaintives                                                 | cis klein | 1835      |                          |
| 27-2  | Nocturne Les plaintives                                                 | Des groot | 1835      |                          |
| 28    | Préludes                                                                |           |           |                          |
| 28-1  | Réunion                                                                 | C groot   | 1839      |                          |
| 28-2  | Presentiment of Death                                                   | a klein   | 1838      |                          |
| 28-3  | Thou art so like a flower                                               | G groot   | 1838-1839 |                          |
| 28-4  | Suffocation                                                             | e klein   | 1838      |                          |
| 28-5  | Uncertainty                                                             | D groot   | 1838-1839 |                          |
| 28-6  | Tolling Bells                                                           | b klein   | 1838-1839 |                          |
| 28-7  | Polish Dance                                                            | A groot   | 1836      |                          |
| 28-8  | Despération                                                             | fis klein | 1838-1839 |                          |
| 28-9  | Vision                                                                  | E groot   | 1838-1839 |                          |
| 28-10 | Night Moth                                                              | cis klein | 1838-1839 |                          |
| 28-11 | Dragonfly                                                               | B groot   | 1838-1839 |                          |
| 28-12 | Duel                                                                    | gis klein | 1838-1839 |                          |
| 28-13 | Loss                                                                    | Fis groot | 1838-1839 |                          |
| 28-14 | Fear                                                                    | es klein  | 1838-1839 |                          |
| 28-15 | Regendruppelprelude                                                     | Des groot | 1838-1839 |                          |
| 28-16 | Hades                                                                   | bes klein | 1838-1839 |                          |
| 28-17 | A scene on the Place de Notre-Dame de Paris                             | As groot  | 1836      |                          |
| 28-18 | Suicide                                                                 | f klein   | 1838-1839 |                          |
| 28-19 | Heartfelt Happiness                                                     | Es groot  | 1838-1839 |                          |
| 28-20 | Funeral March                                                           | c klein   | 1838-1839 |                          |
| 28-21 | Sunday                                                                  | Bes groot | 1838-1839 |                          |
| 28-22 | Impatience                                                              | g klein   | 1836-1839 |                          |
| 28-23 | A Pleasure Boat                                                         | F groot   | 1838-1839 |                          |
| 28-24 | Storm                                                                   | d klein   | 1838-1839 |                          |
| 29    | Impromptu                                                               | As groot  | 1837      |                          |
| 30-1  | Mazurka                                                                 | c klein   | 1836-1837 |                          |
| 30-2  | Mazurka                                                                 | b klein   | 1836-1837 |                          |
| 30-3  | Mazurka                                                                 | Des groot | 1836-1837 |                          |
| 30-4  | Mazurka                                                                 | cis klein | 1836-1837 |                          |
| 31    | Scherzo nr. 2                                                           | bes klein | 1837      |                          |
| 32-1  | Nocturne                                                                | B groot   | 1836-1837 |                          |
| 32-2  | Nocturne                                                                | As groot  | 1836-1837 |                          |
| 33-1  | Mazurka                                                                 | gis klein | 1837-1838 |                          |
| 33-2  | Mazurka                                                                 | D groot   | 1837-1838 |                          |
| 33-3  | Mazurka                                                                 | C groot   | 1837-1838 |                          |
| 33-4  | Mazurka                                                                 | b klein   | 1837-1838 |                          |
| 34-1  | Wals                                                                    | As groot  | 1835      |                          |
| 34-2  | Wals                                                                    | a klein   | 1831      |                          |
| 34-3  | Wals                                                                    | F groot   | 1838      |                          |
| 35    | Pianosonate nr. 2 Begrafenismars                                        | bes klein | 1839      |                          |
| 36    | Impromptu                                                               | Fis groot | 1839      |                          |
| 37-1  | Nocturne Les soupirs                                                    | g klein   | 1838      |                          |
| 37-2  | Nocturne Les soupirs                                                    | G groot   | 1839      |                          |
| 38    | Ballade La gracieuse nr. 2                                              | F groot   | 1836-1839 |                          |
| 39    | Scherzo Nr. 3                                                           | cis klein | 1839      |                          |
| 40-1  | Polonaise militaire                                                     | A groot   | 1838      |                          |
| 40-2  | Polonaise                                                               | c klein   | 1838-1839 |                          |
| 41-1  | Mazurka                                                                 | e klein   | 1839      |                          |
| 41-2  | Mazurka                                                                 | B groot   | 1838      |                          |
| 41-3  | Mazurka                                                                 | As groot  | 1839      |                          |
| 41-4  | Mazurka                                                                 | cis klein | 1839      |                          |
| 42    | Wals                                                                    | As groot  | 1840      |                          |
| 43    | Tarantella                                                              | As groot  | 1841      |                          |
| 44    | Polonaise                                                               | fis klein | 1841      |                          |
| 45    | Prélude                                                                 | cis klein | 1841      |                          |
| 46    | Allegro de Concert                                                      | A groot   | 1832-1841 |                          |
| 47    | Ballade nr. 3                                                           | As groot  | 1840-1841 |                          |
| 48-1  | Nocturne                                                                | c klein   | 1841      |                          |
| 48-2  | Nocturne                                                                | fis klein | 1841      |                          |
| 49    | Fantasia                                                                | f klein   | 1841      |                          |
| 50-1  | Mazurka                                                                 | G groot   | 1841-1842 |                          |
| 50-2  | Mazurka                                                                 | As groot  | 1841-1842 |                          |
| 50-3  | Mazurka                                                                 | cis klein | 1841-1842 |                          |
| 51    | Impromptu nr. 3                                                         | Ges groot | 1842      |                          |
| 52    | Ballade nr. 4                                                           | f klein   | 1842      |                          |
| 53    | Polonaise - Heroische                                                   | As groot  | 1842      |                          |
| 54    | Scherzo nr. 4                                                           | E groot   | 1842      |                          |
| 55-1  | Nocturne                                                                | f klein   | 1843      |                          |
| 55-2  | Nocturne                                                                | Es groot  | 1843      |                          |
| 56-1  | Mazurka                                                                 | B groot   | 1843      |                          |
| 56-2  | Mazurka                                                                 | C groot   | 1843      |                          |
| 56-3  | Mazurka                                                                 | c klein   | 1843      |                          |
| 57    | Berceuse                                                                | Des groot | 1843      |                          |
| 58    | Pianosonate nr. 3                                                       | b klein   | 1844      |                          |
| 59-1  | Mazurka                                                                 | a klein   | 1845      |                          |
| 59-2  | Mazurka                                                                 | As groot  | 1845      |                          |
| 59-3  | Mazurka                                                                 | fis klein | 1845      |                          |
| 60    | Barcarolle                                                              | Fis groot | 1845-1846 |                          |
| 61    | Polonaise-Fantaisie                                                     | As groot  | 1845-1846 |                          |
| 62-1  | Nocturne                                                                | B groot   | 1846      |                          |
| 62-2  | Nocturne                                                                | E groot   | 1846      |                          |
| 63-1  | Mazurka                                                                 | B groot   | 1846      |                          |
| 63-2  | Mazurka                                                                 | f klein   | 1846      |                          |
| 63-3  | Mazurka                                                                 | cis klein | 1846      |                          |
| 64-1  | Wals (Minutenwals)                                                      | Des groot | 1846-1847 |                          |
| 64-2  | Wals                                                                    | f klein   | 1846-1847 |                          |
| 64-3  | Wals                                                                    | As groot  | 1846-1847 |                          |
| 65    | Sonate voor Cello en Piano                                              | g klein   | 1845-1846 |                          |
| 66    | Fantaisie-Impromptu                                                     | cis klein | 1835      |                          |
| 67-1  | Mazurka                                                                 | G groot   | 1835      |                          |
| 67-2  | Mazurka                                                                 | g klein   | 1849      |                          |
| 67-3  | Mazurka                                                                 | C groot   | 1835      |                          |
| 67-4  | Mazurka                                                                 | a klein   | 1846      |                          |
| 68-1  | Mazurka                                                                 | C groot   | 1829      |                          |
| 68-2  | Mazurka                                                                 | a klein   | 1827      |                          |
| 68-3  | Mazurka                                                                 | F groot   | 1829      |                          |
| 68-4  | Mazurka                                                                 | f klein   | 1849      | Laatste compositie       |
| 69-1  | Wals                                                                    | As groot  | 1835      |                          |
| 69-2  | Wals                                                                    | b klein   | 1829      |                          |
| 70-1  | Wals                                                                    | Ges groot | 1833      |                          |
| 70-2  | Wals                                                                    | f klein   | 1841      |                          |
| 70-3  | Wals                                                                    | Des groot | 1829      |                          |
| 71-1  | Polonaise                                                               | d klein   | 1825      |                          |
| 71-2  | Polonaise                                                               | Bes groot | 1828      |                          |
| 71-3  | Polonaise                                                               | f klein   | 1828      |                          |
| 72-1  | Nocturne                                                                | e klein   | 1827      |                          |
| 72-2  | Begrafenismars                                                          | c klein   | 1827      |                          |
| 72-3  | Écossaise                                                               | D groot   | 1826      |                          |
| 72-4  | Écossaise                                                               | G groot   | 1841      |                          |
| 72-5  | Écossaise                                                               | Des groot | 1829      |                          |
| 73    | Rondo (voor twee piano's)                                               | C groot   | 1828      |                          |
| 74    | Liederen                                                                |           | 1829-1847 |                          |
| 74-1  | De wens (Życzenie)                                                      |           | 1829      |                          |
| 74-2  | Voorjaar (Wiosna)                                                       |           | 1838      |                          |
| 74-3  | De droeve rivier (Smutna Rzeka)                                         |           | 1831      |                          |
| 74-4  | Geluk maken (Hulanka)                                                   |           | 1830      |                          |
| 74-5  | Waar ze van houdt (Gdzie lubi)                                          |           | 1829      |                          |
| 74-6  | Uit het oog (Precz z moich oczu)                                        |           | 1830      |                          |
| 74-7  | De post (Poseł)                                                         |           | 1830      |                          |
| 74-8  | Mooie jongen (Śliczny chłopiec)                                         |           | 1841      |                          |
| 74-9  | Melodie (Melodia)                                                       |           | 1847      |                          |
| 74-10 | De krijger (Wojak)                                                      |           | 1830      |                          |
| 74-11 | Het dubbele einde (Dwojaki koniec)                                      | 1845      |           |                          |
| 74-12 | Mijn lieveling (Moja pieszczotka)                                       |           | 1837      |                          |
| 74-13 | Ik wil wat ik niet heb (Nie ma czego trzeba)                            |           | 1845      |                          |
| 74-14 | De Ring (Pierścień)                                                     |           | 1836      |                          |
| 74-15 | De bruidegom (Narzeczony)                                               |           | 1831      |                          |
| 74-16 | Litouws Lied (Piosnka litewska)                                         |           | 1831      |                          |
| 74-17 | Bladeren vallen, Hymne uit het graf (Śpiew z mogiłki)                   |           | 1836      |                          |
| 74-18 | Betovering (Czary)                                                      |           | 1830      |                          |
| 74-19 | Rêverie (Dumka)                                                         |           | 1840      |                          |

## Werken zonder opusnummer
De volgende werken zijn naar uitgave of jaar van compositie gerangschikt.

### Gepubliceerde werken zonder opusnummer
- S 1 Nr. 1, Polonaise in g klein (1817)
- S 1 Nr. 2, 2 Mazurkas (1826)
  - Nr. 2a in G groot
  - Nr. 2b in Bes groot
- S 2 Nr. 1, Grand Duo concertante voor cello en piano in E groot (1832)
- S 2 Nr. 2, Variatie Nr. 6 in E groot uit 'Hexameron'  (1837)
- S 2 Nr. 3, 3 Études (1839)
  - Nr. 3a in f klein
  - Nr. 3b in As groot
  - Nr. 3c in Des groot
- S 2 Nr. 4, Mazurka in a klein - Notre Temps (1840)
- S 2 Nr. 5, Mazurka in a klein - Émile Gaillard (1841)
- A 1 Nr. 1, Mazurka in D groot - Mazurek (1820)
- A 1 Nr. 2, Prelude in F groot (1845)
- A 1 Nr. 3, Andantino animato in F groot (1845)
- A 1 Nr. 4, Contredanse in Ges groot (1826)
- A 1 Nr. 5, Variaties in E groot voor fluit en piano op de aria "Non piu mesta" uit de opera "La Cenerentola" (1824)
- A 1 Nr. 6, Nocturne in cis klein - Nocturne oublié
- A 1 Nr. 7, Wals in fis klein - Valse mélancolique

### Postume werken zonder opusnummer
- P 1 Nr. 1, Polonaise in Bes groot (1817)
- P 1 Nr. 2, Polonaise in As groot (1821)
- P 1 Nr. 3, Polonaise in gis klein (1822)
- P 1 Nr. 4, Introductie en Variaties op een Duits lied in E groot (1826)
- P 1 Nr. 5, Polonaise in bes klein - "La Gazza Ladra" (1826)
- P 1 Nr. 6, Introductie, Thema en Variaties in D groot op een Thema van Thomas Moore (1826)
- P 1 Nr. 7, Mazurka in D groot (1829)
- P 1 Nr. 8, Polonaise in Ges groot (1829)
- P 1 Nr. 9, Lied in C groot (Jakiez kwiaty, jakie wianki) (1829)
- P 1 Nr. 10, Variaties in A groot  - "Souvenir de Paganini" (1829)
- P 1 Nr. 11, Lied in d klein, Enchantment (Czary) (1830)
- P 1 Nr. 12, Wals in E groot  (1829)
- P 1 Nr. 13, Wals in As groot  (1827)
- P 1 Nr. 14, Wals in Es groot (1827 )
- P 1 Nr. 15, Wals in e klein (1830)
- P 1 Nr. 16, Nocturne in cis klein (1830)
- P 2 Nr. 1, Mazurka in Bes groot  (1832)
- P 2 Nr. 2, Mazurka in D groot  (1832)
- P 2 Nr. 3, Mazurka in C groot  (1833)
- P 2 Nr. 4, Mazurka in As groot  (1834)
- P 2 Nr. 5, Klavierstuk in Es groot  (1837)
- P 2 Nr. 6, Klavierstuk in Bes groot  (1834)
- P 2 Nr. 7, Prelude in As groot  - "Pierre Wolf" (1834)
- P 2 Nr. 8, Nocturne in c klein (1837)
- P 2 Nr. 9, Lied in a klein, Rêverie (Dumka) (1840)
- P 2 Nr. 10, Klavierstuk in Es groot (1840)
- P 2 Nr. 11, Wals in a klein (1843)
- P 2 Nr. 12, Moderato in E groot  - "Album Leaf" (1843)
- P 2 Nr. 13, Galop As groot  - "Galop Marquis" (1846)
- P 3 Nr. 2, Fuga in a klein (1841-1842)
- D 2 Nr. 1, Bourrée Nr. 1 in G groot  (1848)
- D 2 Nr. 2, Bourrée Nr. 2 in A groot  (1846)

In alle mogelijke gevallen zijn opusnummers gegeven. Omdat echter een aantal van Chopins werken geen deel van zijn oorspronkelijke opus uitmaakte of gepubliceerd is als deel van een postume groep, zijn alternatieve catalogusaanduidingen gebruikt.

## Werken in chronologische volgorde
Hieronder volgt een lijst van werken, gerangschikt op chronologische volgorde (op jaar van compositie). De lijst is ingedeeld per tien jaar.

### 1817-1827
- 1817 Polonaise in Bes gr.t.
- 1817 Polonaise in g kl.t.
- 1820 Mazurka in D gr.t.
- 1821 Polonaise in Ais gr.t.
- 1822 of 1824 Polonaise in gis kl.t.
- 1824 Variaties op 'Steh' auf, steh' auf o du Schweitzer Bub' in E gr.t.
- 1824 Variaties op een thema uit Rossini's 'La Cenerentola', voor piano en fluit in E gr.t.
- 1825 Rondo op. 1 in c kl.t. (L'adieu à Varsovie)
- 1826 Mazurka in Bes gr.t.
- 1826 Polonaise in bes kl.t. (L'adieu à Giullaume Kolberg - La Gazza Ladra)
- 1826 Variaties op een thema van Thomas Moore, piano quatre-mains in D gr.t.
- 1826-1829 Begrafenismars in c kl.t.
- 1827 Contredance in Ges gr.t. (Kulaway)
- 1827 of 1841 Fuga in a kl.t.
- 1827 Wals [nr. 17] in Es gr.t. (Emily Elsner)

### 1828-1838
- 1829 Mazurka in G gr.t. (Praag)
- 1829 Polonaise [nr. 11-16] in Ges gr.t.
- 1829 Variaties in A gr.t., Souvenir de Paganini
- 1829 Wals in E gr.t. [nr. 15]

"op. 10 nr. 13" in F gr.t. (buiten de bundel)
- 1830 Nocturne [nr. 20] in cis kl.t. (Lento con gran espressione - Reminiscence)
- 1830 Lied (zonder opusnr.), Czary (Hekserij) in d kl.t. (S. Witwicki)
- 1830 Lied (zonder opusnr.), Dumka (Song) in a kl.t., (B. Zaleski)
- 1830 Wals [nr. 14] in e kl.t.
- 1831 Duo Concertant from Meyerbeer's 'Robert le Diable', in E gr.t., piano en cello
- 1832 Mazurka in Bes gr.t.
- 1832 Mazurka in D gr.t.
- 1833 Mazurka in C gr.t.
- 1834 Cantabile in Bes gr.t.
- 1834 Mazurka (nr. 52-58] in As gr.t. (Szymanowska)
- 1834 Prélude [nr. 26] in As gr.t. (Presto con leggerezza - Pierre Wolf)
- 1837 Variaties op de mars uit Vincenzo Bellini's I Puritani in E gr.t.

### 1839-1849
- 1839 Canon in f kl.t.
- 1839-1840 Étude de la Méthode des Méthodes [nr. 25-27] nr. 1 in f kl.t. (Trois nouvelles Études)
- 1839-1840 Étude de la Méthode des Méthodes [nr. 25-27] nr. 2 in As gr.t. (Trois nouvelles Études)
- 1839-1840 Étude de la Méthode des Méthodes [nr. 25-27] nr. 3 in Des gr.t. (Trois nouvelles Études)
- 1840 Mazurka [nr. 50] in a kl.t. (Notre Temps)
- 1840 Wals [nr. 18] in Es gr.t. (Klavierstück - Sostenuto)
- 1841 Mazurka [nr. 51] in a kl.t.
- 1843 Moderato in E gr.t. (Feuille d'Album)
- 1846 Bourrée [nr. 1] in g kl.t.
- 1846 Bourrée [nr. 2] in A gr.t.
- 1846 Galop Marquis in As gr.t.
- 1847 Largo in Es gr.t.
- 1847 Nocturne [nr. 21] in c kl.t.
- 1847 Wals [nr. 19] in a kl.t.

## Recent ontdekte werken
- Wals fis klein (Mélancolique) [nr. 20] (datum onbekend)
- Prélude [nr. 27] es klein (datum onbekend)

## Verloren gegane werken
- Polonaise for pianoforte, composed 1818. Presented by Chopin to the Empress Maria Teodorowna, mother of the Czar, on the occasion of her visit to Warszawa on 26 Sep 1818.
- Variations for pianoforte, composed 1818. Mentioned in the "Pamietnik Warzawski" of 1818
- Polonaise Barber of Seville for pianoforte, composed 1825/11. In 1825/11 Chopin wrote to Bialoblocki: "I have done a new Polonaise on the "Barber" which is fairly well liked. I think of sending it to be lithographed tomorrow."
- Variations for pianoforte & pianoforte in F Major, composed 1826. Listed by Louise Chopin
- Variations on an Irish National Air (from Thomas Moore) for pianoforte & pianoforte, composed 1826. Stated to be "in D Major or B minor."
- Waltz for pianoforte in C Major, composed 1826.
- Andante dolente for pianoforte in B flat minor, composed 1827. Mentioned in the list of Louise Chopin
- Ecossaise for pianoforte in B Flat Major, composed 1827. Mentioned in the list of Louise Chopin.
- Waltz for pianoforte in D minor, composed 1828. Given in Louise's list, with the date, and entitled (? by Louise) 'La partenza' ('The departure')
- Waltz for pianoforte (supposedly) in A Flat Major, composed 1830/12 (?). Known from a letter Chopin wrote on 12/21/1830 from Vienna to his family.